# Viaje de la Alcubilla
El Viaje de la Alcubilla es un viaje de agua de Madrid, uno de los más antiguos de los que abastecían a la Villa. La palabra «alcubilla», de raíz árabe, significa en castellano arca de agua.
Desde el siglo XIV (1399) el viaje de la Alcubilla proporcionaba un caudal medio diario de 80 m³/día, el segundo en volumen tras el del Alto Abroñigal, y transportaba «aguas finas», es decir, con poco contenido salino.

## Recorrido y uso
Partiendo del antiguo solar de Chamartín llegaba hasta la puerta de Bilbao, desde donde discurría paralelo al camino de Fuencarral hasta los barrios más céntricos de la capital española. Al igual que todos los viajes, cuando se puso en funcionamiento el Canal de Isabel II dejó de dar servicio de forma paulatina. 
Desde su nacimiento en el valle de la Alcubilla de la dehesa de Chamartín,
discurría en suave pendiente hasta la glorieta de Cuatro Caminos, donde se dividía en dos ramales, uno iba por la calle de Santa Engracia hasta la plaza de Santa Bárbara, y el otro se dirigía a la glorieta de Quevedo, donde nuevamente se dividía en otros dos ramales más, el que bajaba por San Bernardo y el que seguía por Fuencarral. 
Antes de su conexión con el viaje de la fuente Castellana y el viaje de Contreras, el de la Alcubilla abasteció, según Pascual Madoz (1850), las siguientes fuentes públicas y particulares:
1. Particulares: un total de 85, para abastecer 35 conventos, hospitales y cárceles, además de a 192 casas.
2. Públicas: de un total de once, tres estaban reservadas para 128 aguadores (con un caudal de 88,5  RA, del 107 total de la Alcubilla). Las fuentes públicas mencionadas por Madoz eran: la de San Fernando, la fuente de San Antonio de los Portugueses, la de Valverde, la de la plaza de Santo Domingo, la plaza de los Mostenses y la plaza de los Afligidos; y los caños de vecindad (prohibidos a los aguadores) en Chamberí, la plazuela del Gato, la calle Tudescos y el Hospicio.[7] Otros documentos mencionan además las de la calle Luchana, la del Álamo y la de las Recogidas en la calle de Hortaleza.

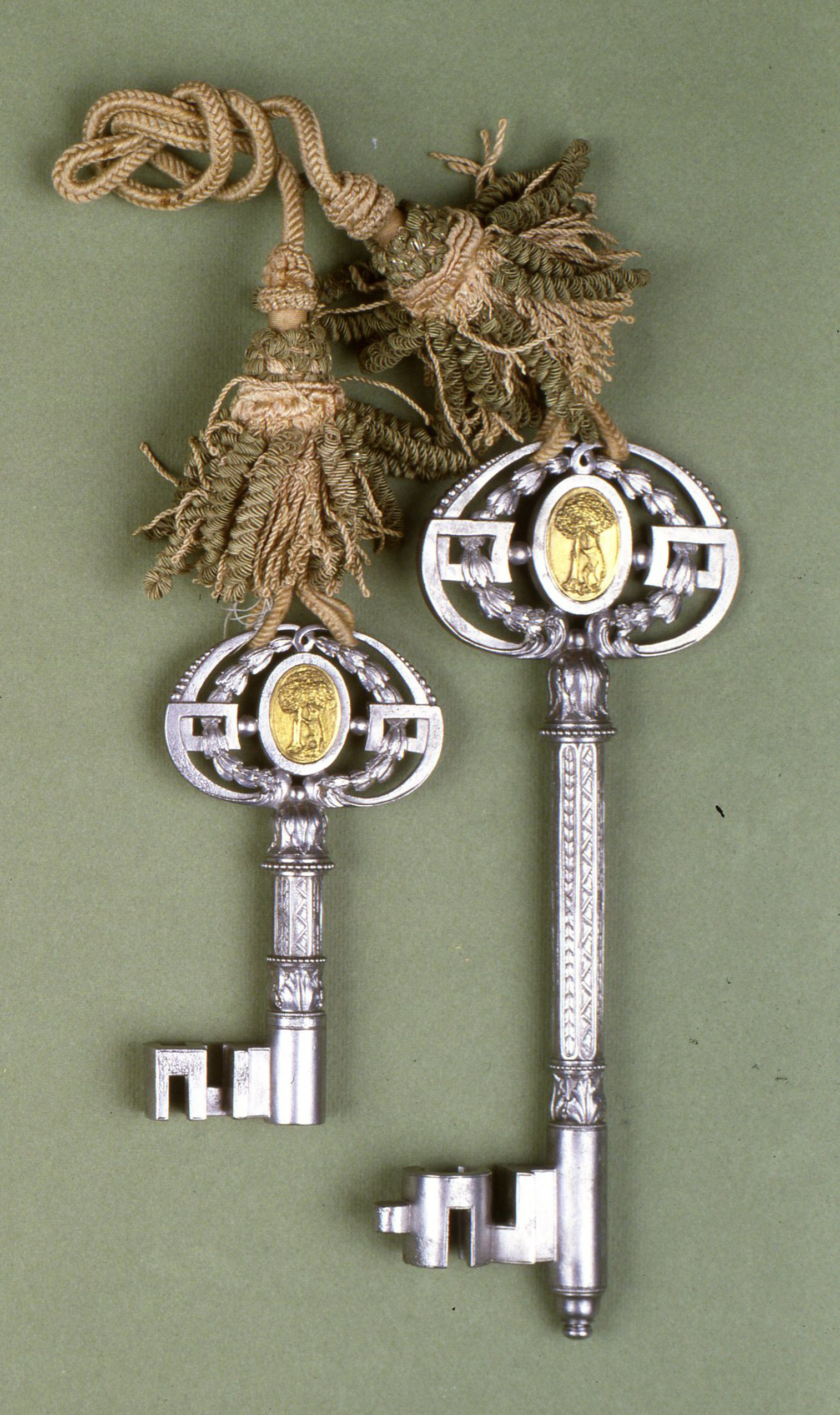
Llave del viaje de agua de la Castellana y Alcubilla. Museo de Historia de Madrid

El Museo de Historia de Madrid se conservan las llaves de los registros que permitían el acceso a los viajes de agua de la ciudad.
En las obras realizadas en el año 2004 en el Museo Municipal y antiguo Hospicio, apareció una de las norias que sacaban aguas del viaje de la Alcubilla en un pozo de 15 metros de profundidad.. Y en los trabajos de ampliación del aparcamiento subterráneo de Barceló realizados entre los años 2005-2006 se localizó un nuevo pozo de noria que también perteneció al complejo del antiguo hospicio. En el interior del pozo se localizó una galería de ladrillo que debe corresponder al viaje de agua que surtía el pozo.
Del mismo modo en el año 2011 durante la realización de unas obras en la calle Mejía Lequerica, en el tramo comprendido entre Apodaca y Barceló se localizó un tramo de acueducto formado por arcos rebajados realizados en ladrillo, datable según sus investigadores entre los siglos XVI - XVIIII, que pudiera pertenecer bien al viaje de agua de Alcubilla, bien al de la Fuente Castellana.